# Mariquina
Mariquina ist eine Kommune im Süden Chiles. Sie liegt in der Provinz Valdivia in der Región de Los Ríos. Sie hat 21.278 Einwohner und liegt ca. 40 Kilometer nordöstlich von Valdivia, der Hauptstadt der Region.

## Geschichte
Ursprünglich war das Gebiet der Gemeinde Mariquina von den Huilliche besiedelt. Bei archäologischen Ausgrabungen wurden erste konnten Überreste eines jungen Mannes, des sogenannten „Mann von Chan Chan“ gefunden, die sich auf ca. 5300 vor Christus datieren ließen. Auch aus den folgenden Jahrtausenden wurden verschiedene Spuren der Besiedlung durch die Huilliche und andere Völker gefunden. 1551 erreichte der spanische Eroberer Pedro de Valdivia und ließ sich dort kurzzeitig nieder, ehe es kurz darauf zu einer Schlacht mit den dort ansässigen Mapuche und Huilliche kam. Aufgrund der Entdeckung von Gold in der Madre-Dios-Mine kamen vermehrt Siedler und Goldsuchende in die Region. Daneben kamen auch verschiedene Missionare der katholischen Kirche in das Gebiet, um die Eingeborenen zu missionieren. Daneben wurden mehrere Befestigungsanlagen, wie etwa die Festung San Luis de Alba de Cruces gebaut, um sich vor Angriffen zu schützen. 1850 wurde die Stadt San José de la Mariquina offiziell gegründet, sie ist noch heute der Hauptort der Gemeinde. In der Folgen zogen vermehrt deutsche Siedler nach Mariquina. 1932 wurde in Mariquina das erste Heilbad Chiles auf Geheiß des Bischoffs Guido Benedikt Beck eröffnet. Bereits in den vorherigen Jahren war durch deutsche Auswanderer die Kaltwassertherapie nach Sebastian Kneipp in die Region gekommen, durch den Bau des Heilbads auch weitergehend praktiziert werden konnte. Ab 1894 hatte Mariquina einen eigenen Bürgermeister, 1905 wurde die Gemeinde an die Eisenbahn angeschlossen. Mitte des 20. Jahrhunderts kam es zudem zu weiteren territorialen Umgliederungen, unter anderem durch die Abspaltung der Gemeinde Lanco.

## Geografie und Demografie
Laut der Volkszählung aus dem Jahr 2017 leben in Mariquina 21.278 Einwohner, davon sind 10.607 männlich und 10.671 weiblich. 46,8 % leben in urbanem Gebiet, der Rest in ländlichem Gebiet. Neben der dem Hauptort San José de Mariquina gehören mehrere weitere kleine Siedlungen zur Kommune, so wie beispielsweise Mehuín am Pazifischen Ozean oder Pelchuquín. Die Kommune hat eine Fläche von 1320,5 km² und grenzt im Norden an Toltén und an Loncoche in der Región de La Araucanía, im Osten an Lanco, im Südosten an Máfil, und im Süden an Valdivia. Im Westen ist Mariquina durch den Pazifischen Ozean begrenzt.
Mariquina wird von mehreren Flüssen durchflossen, der wichtigste ist wohl der Río Cruces, der später bei Valdivia in den Pazifik mündet. Daneben fließt der Río Lingue durch die Gemeinde. Besonders im Westen der Gemeinde gibt es noch große, zusammenhängende Gebiete Valdivianischen Regenwaldes.
Die Gemeinde ist an die Ruta 5 angeschlossen. Daneben befindet sich der Flughafen Valdivia auf dem Gebiet von Mariquina.

## Wirtschaft und Politik
In Mariquina gibt es 301 angemeldete Unternehmen. Wichtig ist dabei die Land- und Forstwirtschaft. Der aktuelle Bürgermeister von Mariquina ist der unabhängige Rolando Mitre Garcia, der von der rechten Koalition Chile Vamos aufgestellt wurde. Auf nationaler Ebene liegt Mariquina im 24. Wahlkreis, der die gesamte Region umfasst.

## Persönlichkeiten
- Isaac Carrasco (1928–2004), Fußballspieler und -trainer

## Fotogalerie

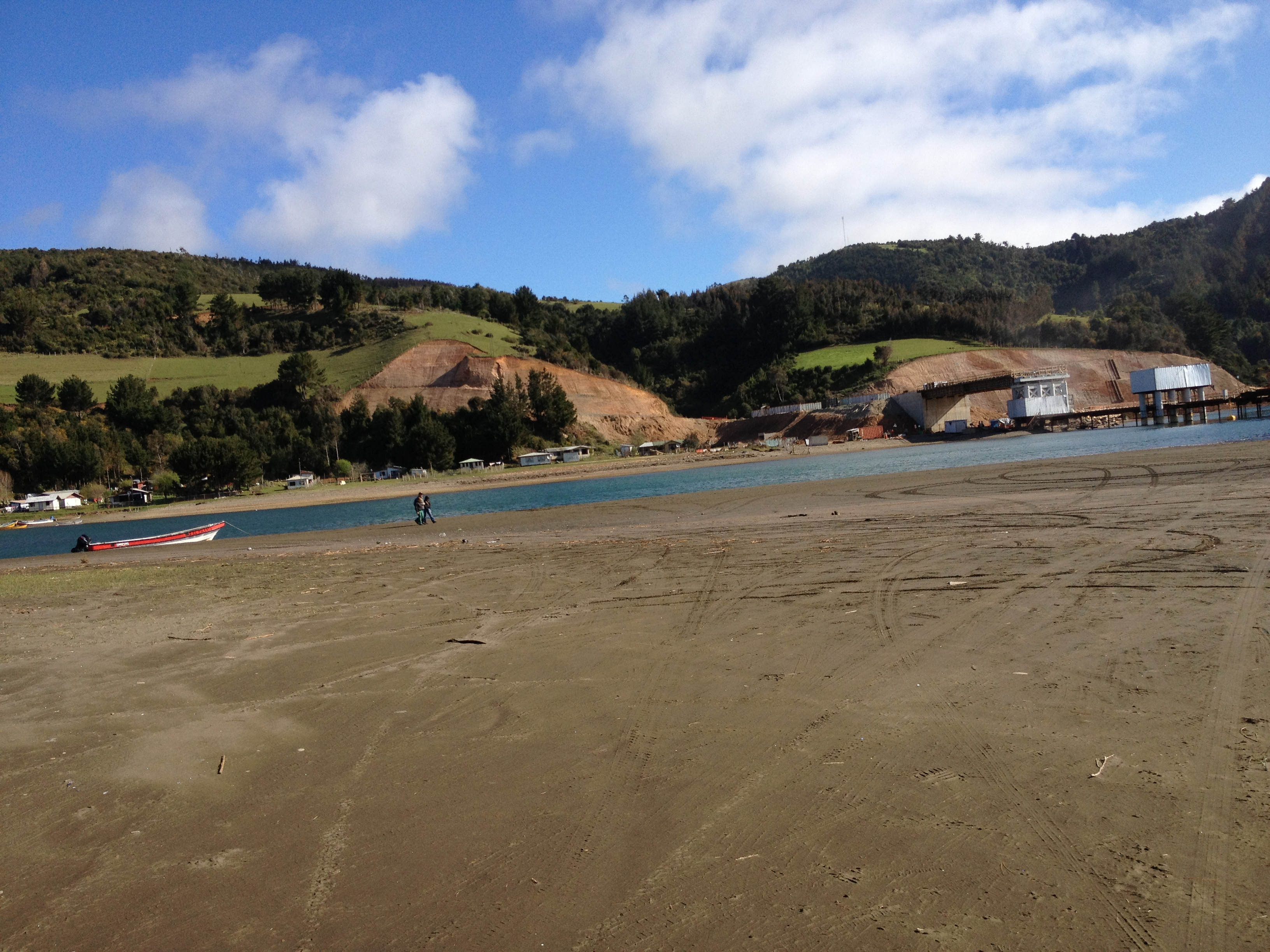
Gegend bei Mariquina
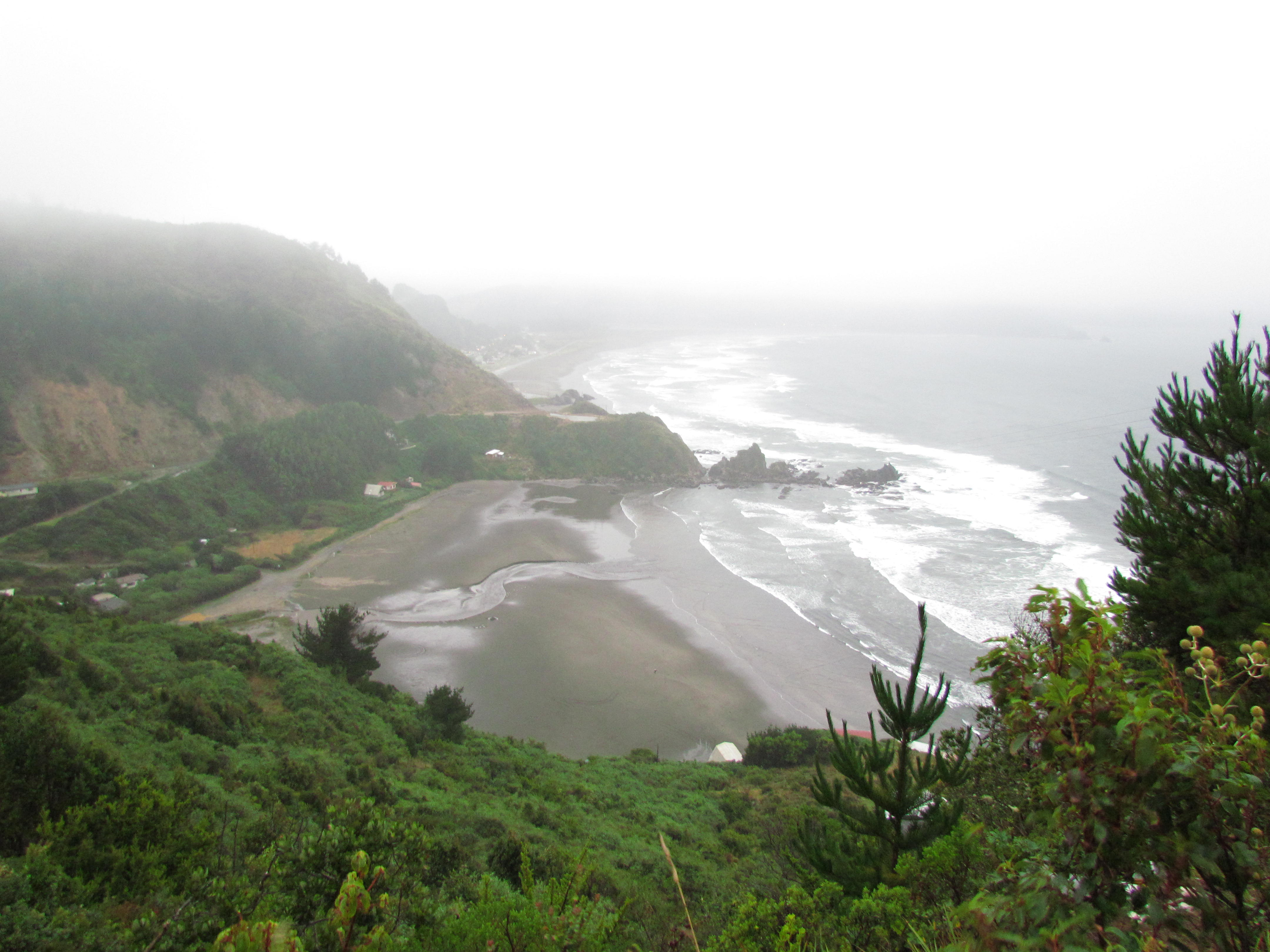
Küste bei Mehuín
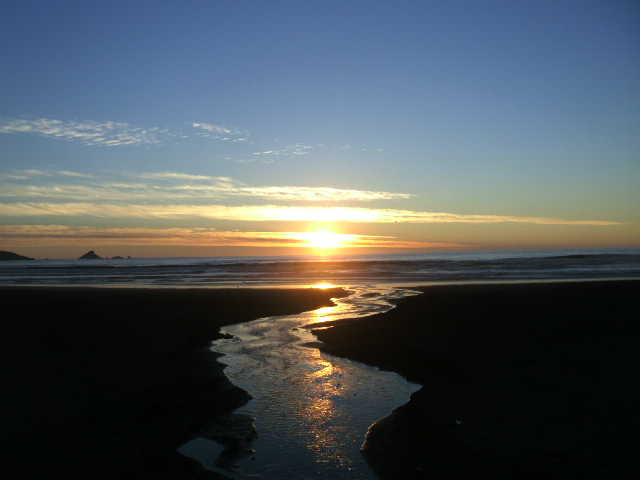
Mehuín und der Río Lingue
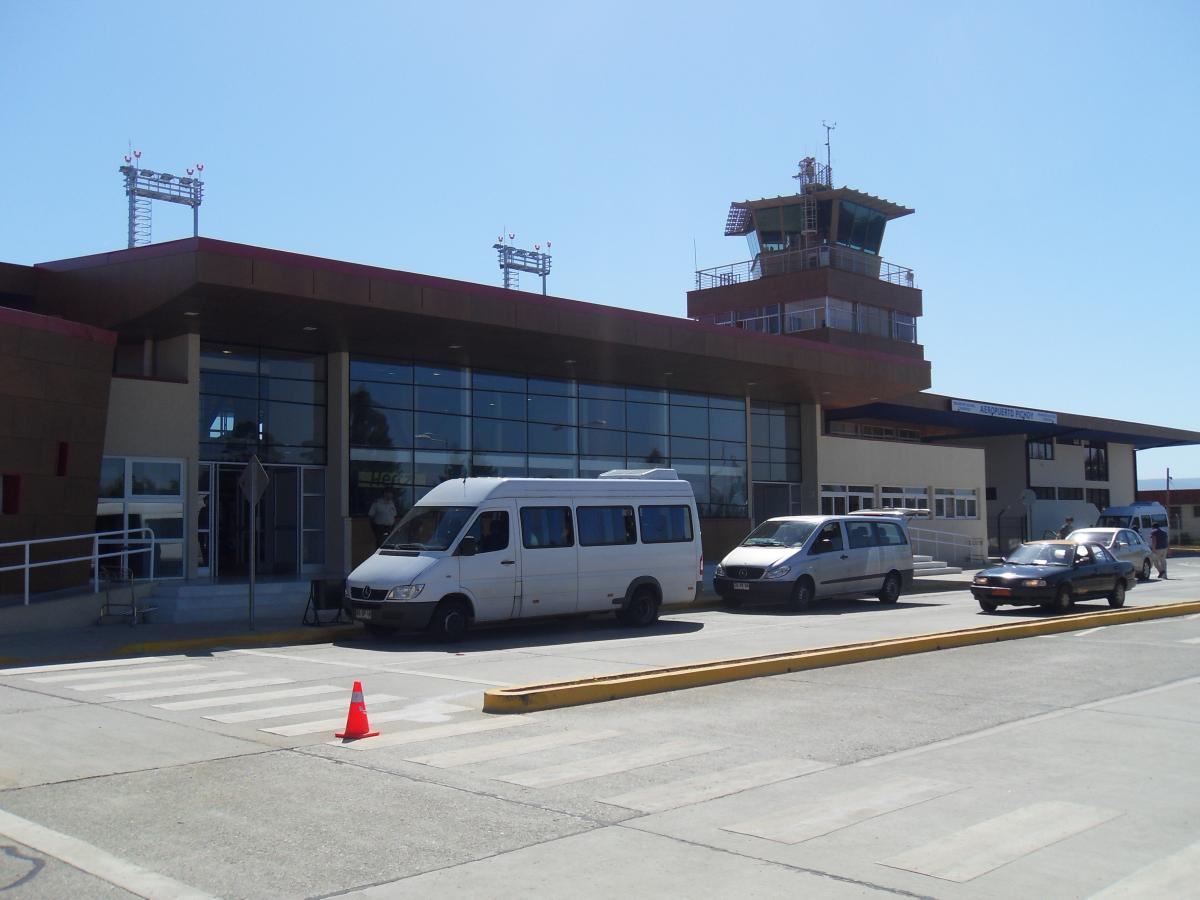
Der Flughafen Valdivia
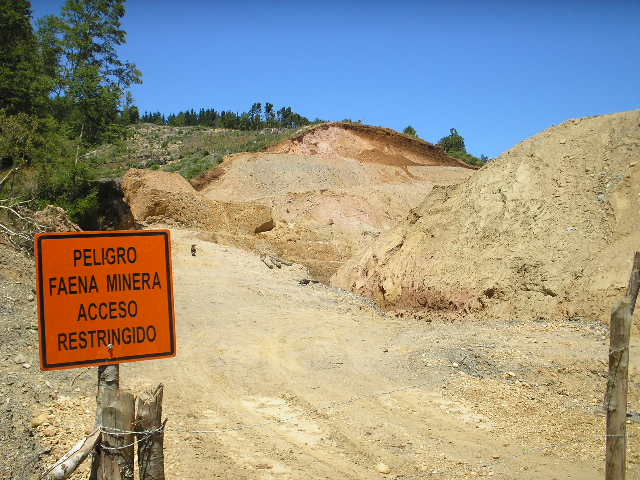
Die Madre-de-Dios-Mine
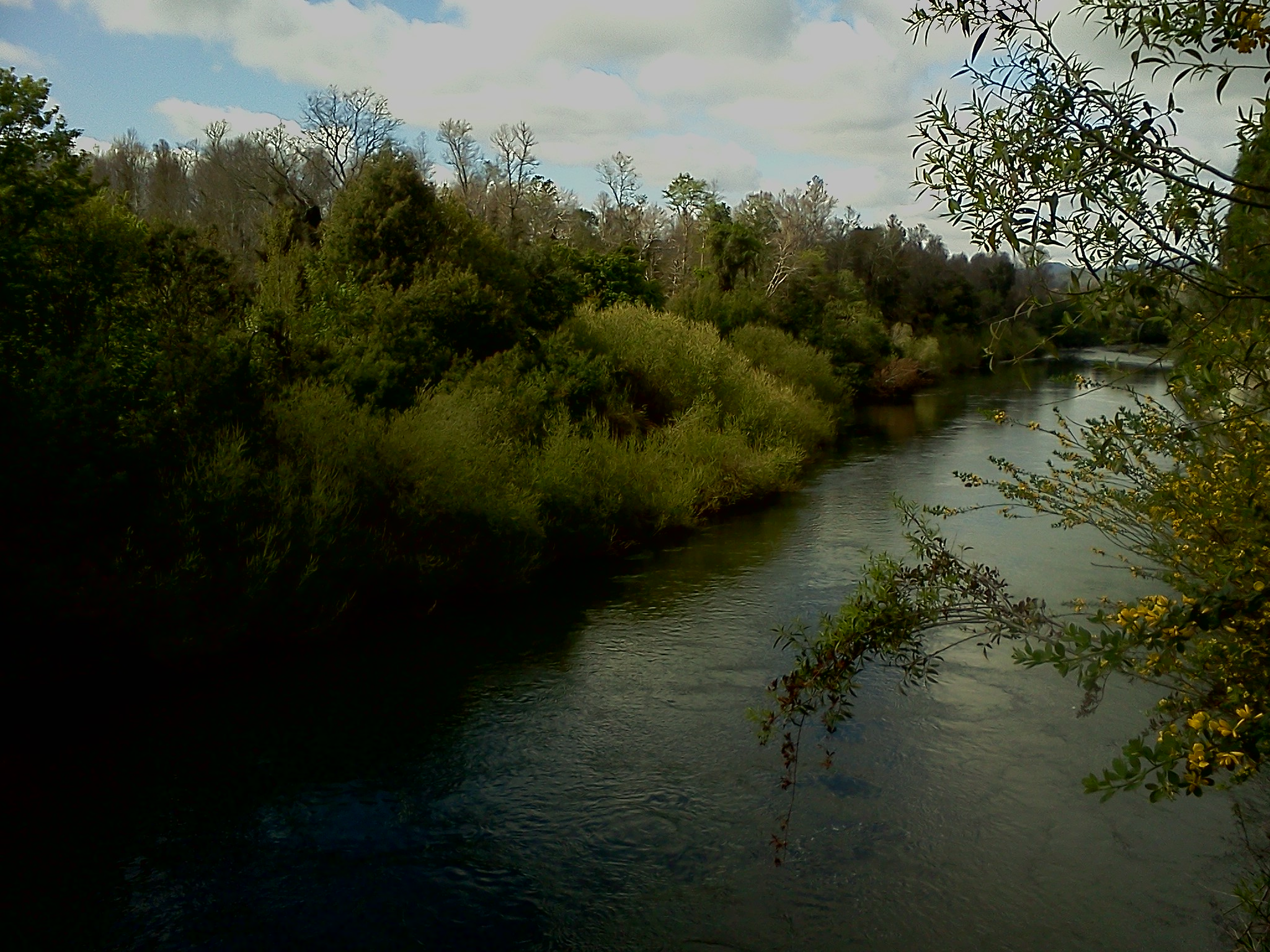
Der Río Cruces